# Francisco José Pinto dos Santos
Francisco José Pinto dos Santos (Feira de Santana, 16 de abril de 1930 — Salvador, 19 de fevereiro de 2008) foi um advogado e político brasileiro que exerceu quatro mandatos de deputado federal pela Bahia e se destacou como integrante do “grupo autêntico” do Movimento Democrático Brasileiro que pregava uma oposição mais contundente ao Regime Militar de 1964 em contraposição à postura comedida do “grupo moderado”. Era conhecido também pelo epíteto de Chico Pinto.

## Biografia
Filho de José Pinto dos Santos e Inácia Pinto dos Santos, ingressou no PSD  e nele permaneceu até a chegada do bipartidarismo por força do Ato Institucional Número Dois outorgado pelos militares em 1965. Nesse interregno foi eleito vereador de Feira de Santana em 1950 e em 1954 graduou-se em Direito pela Universidade Federal da Bahia atuando como advogado. 
Eleito prefeito do município em 1962 teve o mandato cassado e assim fez opção pela oposição após a queda de João Goulart em 31 de março de 1964 e nessa condição fundou a seção baiana do MDB em 1966. Eleito deputado federal em 1970, logo divergiu da orientação moderada existente no partido e foi um dos fundadores do “grupo autêntico” do MDB cuja postura sinalizava uma ação mais contundente em relação ao poder militar. No episódio que culminou com a “anticandidatura” de Ulisses Guimarães à Presidência da República em 1974 defendeu a tese de que o partido necessitava denunciar a situação política do país, entretanto compartilhava de uma visão segundo a qual concorrer com o General Ernesto Geisel no Colégio Eleitoral seria legitimar os esbirros do regime de exceção, razão pela qual defendia a renúncia de Ulysses momentos antes da sessão, mas como o MDB se recusou a assim proceder foi um dos vinte e três parlamentares oposicionistas a se absterem da votação.
O ano de 1974 foi marcado por um acontecimento ímpar em sua biografia, pois na véspera da posse de Ernesto Geisel em 15 de março, Chico Pinto concedeu uma entrevista à Rádio Cultura de Feira de Santana na qual denunciou a ditadura chilena de Augusto Pinochet numa manifestação considerada ofensiva pelas autoridades brasileiras. De imediato o Departamento Nacional de Telecomunicações (DENTEL) determinou o fechamento da emissora (que seria reaberta em 26 de julho de 1985) e o governo abriu um processo que resultou em seis meses de reclusão em julgamento realizado pelo Supremo Tribunal Federal em 10 de outubro de 1974. Após cumprir a pena no 1º BPM de Brasília foi submetido a oito processos e também a Inquéritos Policiais Militares atuando em causa própria. 
Reeleito deputado federal em 1978 foi um dos fundadores do PMDB sendo elevado ao posto de Secretário-geral do diretório nacional da agremiação. Conquistou novos mandatos de deputado federal em 1982 e 1986. Faleceu na capital baiana vítima de câncer. 

## Fonte de pesquisa
ALMANAQUE ABRIL 1986. 12ª edição. São Paulo, Editora Abril, 1986.